# Carea parangulata
Carea parangulata är en fjärilsart som beskrevs av Kobes 1983. Carea parangulata ingår i släktet Carea och familjen trågspinnare. Inga underarter finns listade i Catalogue of Life.